# Typhlops
Typhlops är ett släkte av ormar. Typhlops ingår i familjen maskormar.
Arterna är med en längd mindre än 75 cm små ormar. De förekommer huvudsakligen på öar i Västindien. Två nyupptäckta arter lever däremot i västra Afrika. Dessa ormar är vanligen gömda i jordhålor. De äter främst myror och termiter. Honor lägger ägg. För ett flertal arter är levnadssättet däremot okänt.

## Dottertaxa tillTyphlops, i alfabetisk ordning[1]
- Typhlops agoralionis
- Typhlops ahsanai
- Typhlops albanalis
- Typhlops amoipira
- Typhlops anchaurus
- Typhlops andamanensis
- Typhlops angolensis
- Typhlops annae
- Typhlops anousius
- Typhlops arator
- Typhlops arenarius
- Typhlops ater
- Typhlops beddomii
- Typhlops bibronii
- Typhlops biminiensis
- Typhlops bisubocularis
- Typhlops blanfordii
- Typhlops bothriorhynchus
- Typhlops brongersmianus
- Typhlops caecatus
- Typhlops canlaonensis
- Typhlops capensis
- Typhlops capitulatus
- Typhlops cariei
- Typhlops castanotus
- Typhlops catapontus
- Typhlops caymanensis
- Typhlops collaris
- Typhlops comorensis
- Typhlops congestus
- Typhlops conradi
- Typhlops contorhinus
- Typhlops costaricensis
- Typhlops cuneirostris
- Typhlops decorsei
- Typhlops depressiceps
- Typhlops diardii
- Typhlops disparilis
- Typhlops domerguei
- Typhlops dominicanus
- Typhlops elegans
- Typhlops epactius
- Typhlops eperopeus
- Typhlops etheridgei
- Typhlops exiguus
- Typhlops filiformis
- Typhlops fletcheri
- Typhlops floweri
- Typhlops fornasinii
- Typhlops fredparkeri
- Typhlops fuscus
- Typhlops giadinhensis
- Typhlops gierrai
- Typhlops gonavensis
- Typhlops granti
- Typhlops hades
- Typhlops hectus
- Typhlops hedraeus
- Typhlops hypogius
- Typhlops hypomethes
- Typhlops hypsobothrius
- Typhlops inornatus
- Typhlops jamaicensis
- Typhlops jerdoni
- Typhlops khoratensis
- Typhlops klemmeri
- Typhlops koekkoeki
- Typhlops koshunensis
- Typhlops kraali
- Typhlops lankaensis
- Typhlops lazelli
- Typhlops lehneri
- Typhlops leucomelas
- Typhlops leucostictus
- Typhlops lineolatus
- Typhlops longissimus
- Typhlops loveridgei
- Typhlops lumbricalis
- Typhlops luzonensis
- Typhlops mackinnoni
- Typhlops madagascariensis
- Typhlops madgemintonae
- Typhlops malcolmi
- Typhlops manilae
- Typhlops manni
- Typhlops marxi
- Typhlops mcdowelli
- Typhlops meszoelyi
- Typhlops microcephalus
- Typhlops microstomus
- Typhlops minuisquamus
- Typhlops mirus
- Typhlops monastus
- Typhlops monensis
- Typhlops mucronatus
- Typhlops muelleri
- Typhlops notorachius
- Typhlops oatesii
- Typhlops ocularis
- Typhlops oligolepis
- Typhlops pammeces
- Typhlops paucisquamus
- Typhlops perimychus
- Typhlops platycephalus
- Typhlops platyrhynchus
- Typhlops porrectus
- Typhlops proancylops
- Typhlops punctatus
- Typhlops pusillus
- Typhlops reticulatus
- Typhlops reuteri
- Typhlops richardi
- Typhlops rondoensis
- Typhlops rostellatus
- Typhlops rouxestevae
- Typhlops roxaneae
- Typhlops ruber
- Typhlops ruficaudus
- Typhlops satelles
- Typhlops schmutzi
- Typhlops schwartzi
- Typhlops siamensis
- Typhlops socotranus
- Typhlops stadelmani
- Typhlops steinhausi
- Typhlops sulcatus
- Typhlops sylleptor
- Typhlops syntherus
- Typhlops tasymicris
- Typhlops tenebrarum
- Typhlops tenuicollis
- Typhlops tenuis
- Typhlops tetrathyreus
- Typhlops thurstoni
- Typhlops tindalli
- Typhlops titanops
- Typhlops trangensis
- Typhlops trinitatus
- Typhlops unilineatus
- Typhlops veddae
- Typhlops vermicularis
- Typhlops verticalis
- Typhlops wilsoni
- Typhlops violaceus
- Typhlops yonenagae
- Typhlops zenkeri